# Il pleure dans mon cœur
Il pleure dans mon cœur est un poème de Paul Verlaine paru dans le recueil Romances sans paroles en 1874.

## Contexte
Auparavant, Paul Verlaine a déjà écrit trois recueils, Poèmes Saturniens en 1866, Fêtes Galantes en 1869 et La Bonne Chanson en 1870. Ce quatrième, Romances sans paroles, a été écrit entre mai 1872 et avril 1873, soit une période très marquante dans la vie du poète : sa relation avec Arthur Rimbaud. La première version est envoyée à Edmond Lepelletier en mai 1873, et les impressions commencent en novembre de la même année alors qu'il est en prison à Mons à la suite de l'incident en Belgique avec Rimbaud.
Il pleure dans mon cœur est le troisième poème du recueil, il fait partie de la première section : Ariettes oubliées.

## Contenu
Ce texte est un poème en vers constitué de quatre quatrains hexasyllabiques et d'un schéma de rime assez particulier : ABAA. On observe également un enjambement deux par deux des vers.
Paul Verlaine y raconte sa tristesse à travers la comparaison « Il pleure dans mon cœur comme il pleut sur la ville » et, aux vers suivants, on comprend qu'elle est douloureuse : « Quelle est cette langueur qui pénètre mon cœur ? ». Cette idée revient tout au long du poème puisque le mot « cœur » est répété à cinq reprises exprimant toujours un sentiment de négativité : « Pour un cœur qui s’ennuie », « Dans ce cœur qui s’écœure », etc. Cependant, le poète explique au dernier vers qu'il ignore la raison de ce malheur : « C’est bien la pire peine de ne savoir pourquoi, sans amour et sans haine, mon cœur a tant de peine ! ».
Le poème contient une épigraphe : « Il pleut doucement sur la ville. (Arthur Rimbaud.) ».

## Interprétations musicales
En 1888, Gabriel Fauré utilise le poème de Verlaine dans son Op.51 n°3, sous forme d'un duo piano-voix. Il appellera son morceau Spleen, mot emprunté à l'anglais, proche du sens de mélancolie, utilisé par Baudelaire dans Les Fleurs du mal.
De même, Claude Debussy mettra en musique le poème, comme il le fera pour plusieurs autres tirés du. même recueil, en 1888, sous forme de mélodie pour voix et piano.
Ce poème a aussi été mis en chanson par de nombreux artistes contemporains, dont:
- Christophe Bourdoiseau (album "La mort du loup")[6]
- Laurent de Kiev (album "De Musset à Sardou")[7]
- Phil Guiseppi (album "Parce que c'est Verlaine")[8]